# 富塔萊烏富縣

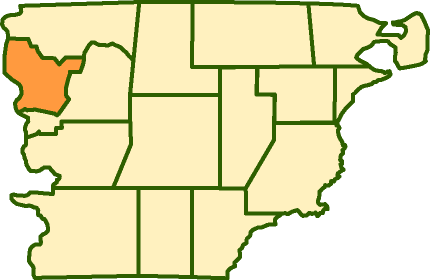

42°54′S 71°19′W / 42.900°S 71.317°W
富塔萊烏富縣（西班牙語：Departamento Futaleufú），是阿根廷的縣份，位於該國中部丘布特省，首府設於埃斯克爾，西面是智利，面積9,435平方公里，2010年人口43,076，人口密度每平方公里4.6人。